# Hall XP2H
Le Hall XP2H était un prototype d'hydravion biplan quadrimoteur américain des années 1930. Conçu initialement comme un avion de patrouille maritime expérimental à très long rayon d'action, il ne fut construit qu'à un seul exemplaire.
Le XP2H-1 fut le plus gros biplan quadrimoteur à avoir été en possession de l'US Navy.

## Conception et développement
En 1930, l'US Navy commanda un exemplaire d'un grand hydravion à la Hall Aluminum Aircraft Corporation, afin de répondre à un besoin pour un avion de patrouille expérimental à très long rayon d'action. Le concept résultant reçut la désignation de XP2H-1 et était un biplan quadrimoteur. Il avait une coque entièrement en aluminium, qui était une copie en plus grand de celle du PH, et embarquait six membres d'équipage. Les ailes étaient en aluminium recouvert de tissu et avaient une forme trapézoïdale. Les moteurs Curtiss V-1570 Conqueror étaient montés par paires en tandem entre les ailes, dans une configuration dite « push-pull » (dans chaque paire, un moteur tracte et l'autre pousse),.
Le XP2H-1 prit l'air pour la première fois le 15 novembre 1932 puis fut longuement testé, faisant preuve d'excellentes performances, étant 18 km/h plus rapide que prévu. Il était également possible de voler en croisière avec seulement deux moteurs en marche, afin d'augmenter son autonomie, et en 1935, le XP2H-1 fut utilisé pour effectuer un vol non-stop entre la base navale de Norfolk, en Virginie, et Coco Solo, dans la zone du canal de Panama. Un vol de 3 200 km qui dura 25 h 15 min,. Le pilote était le lieutenant John S. Thach, qui devint un pilote très célèbre pendant la Seconde Guerre mondiale. L'avion fut détruit plus tard dans la même année en tentant d'amerrir dans des eaux ouvertes (en pleine mer). Aucun autre XP2H-1 ne fut construit, la marine américaine équipant ses escadrons de patrouille avec des hydravions de taille plus modeste, tels les Consolidated P2Y.